# Matthew Brittain
Matthew Brittain (ur. 5 maja 1987 r. w Johannesburgu) – południowoafrykański wioślarz, mistrz olimpijski.

## Osiągnięcia
- Mistrzostwa Świata Juniorów – Brandenburg 2005 – dwójka podwójna – 19. miejsce[2].
- Mistrzostwa Świata U-23 – Hazewinkel 2006 – czwórka bez sternika wagi lekkiej – 14. miejsce[2].
- Mistrzostwa Świata U-23 – Glasgow 2007 – dwójka bez sternika wagi lekkiej – 2. miejsce[2].
- Mistrzostwa Świata – Monachium 2007 – czwórka bez sternika wagi lekkiej – 21. miejsce[2].
- Mistrzostwa Świata U-23 – Račice 2009 – dwójka bez sternika wagi lekkiej – 4. miejsce[2].
- Mistrzostwa Świata – Poznań 2009 – dwójka bez sternika wagi lekkiej – 4. miejsce[2].
- Igrzyska Olimpijskie – Londyn 2012 – czwórka bez sternika wagi lekkiej – 1. miejsce.